# The Sum of No Evil
A The Sum Of No Evil a svéd The Flower Kings tizedik stúdialbuma, mely 2007 október elsején került a boltokba. Az albumot a magyar dobos, Csörsz Zoltán visszatérését követően vették fel.
Az album eltérő szerkezetű, mint a korábbi Flower Kings-lemezek. Kevés – mindössze hat – dal van rajta, de hossza így is meghaladja a 75 percet. Leginkább a Yes hatása érezhető a zenén.

## Számok listája
1. One More Time – 13:04 (Stolt)
2. Love Is the Only Answer – 24:28 (Stolt)
3. Trading My Soul – 6:25 (Stolt)
4. The Sum of No Reason – 13:25 (Stolt)
5. Flying 999 Brimstone Air – 5:00 (Bodin)
6. Life in Motion – 12:34 (Stolt)

## Közreműködő zenészek
- Roine Stolt – ének, gitár
- Tomas Bodin – zongora, orgona, szintetizátor, mellotron
- Hasse Fröberg – ének, gitár
- Jonas Reingold – basszusgitár
- Csörsz Zoltán – dobok
- Hasse Bruniusson – marimba, harangjáték, ütőhangszerek
- Ulf Wallander – szopránszaxofon